# Manuel da Pérsia
São Manuel (em latim: Manuel; em persa: مانوئل, Manoel), foi um embaixador do Império Persa e mártir cristão do início do século IV, morto na era do imperador Juliano, último imperador pagão do mundo romano, que recrudesceu-se a prática de perseguição aos cristãos. É venerado como santo pela Igreja Católica e pela Igreja Ortodoxa, que honram sua memória no dia 17 de junho.

## História

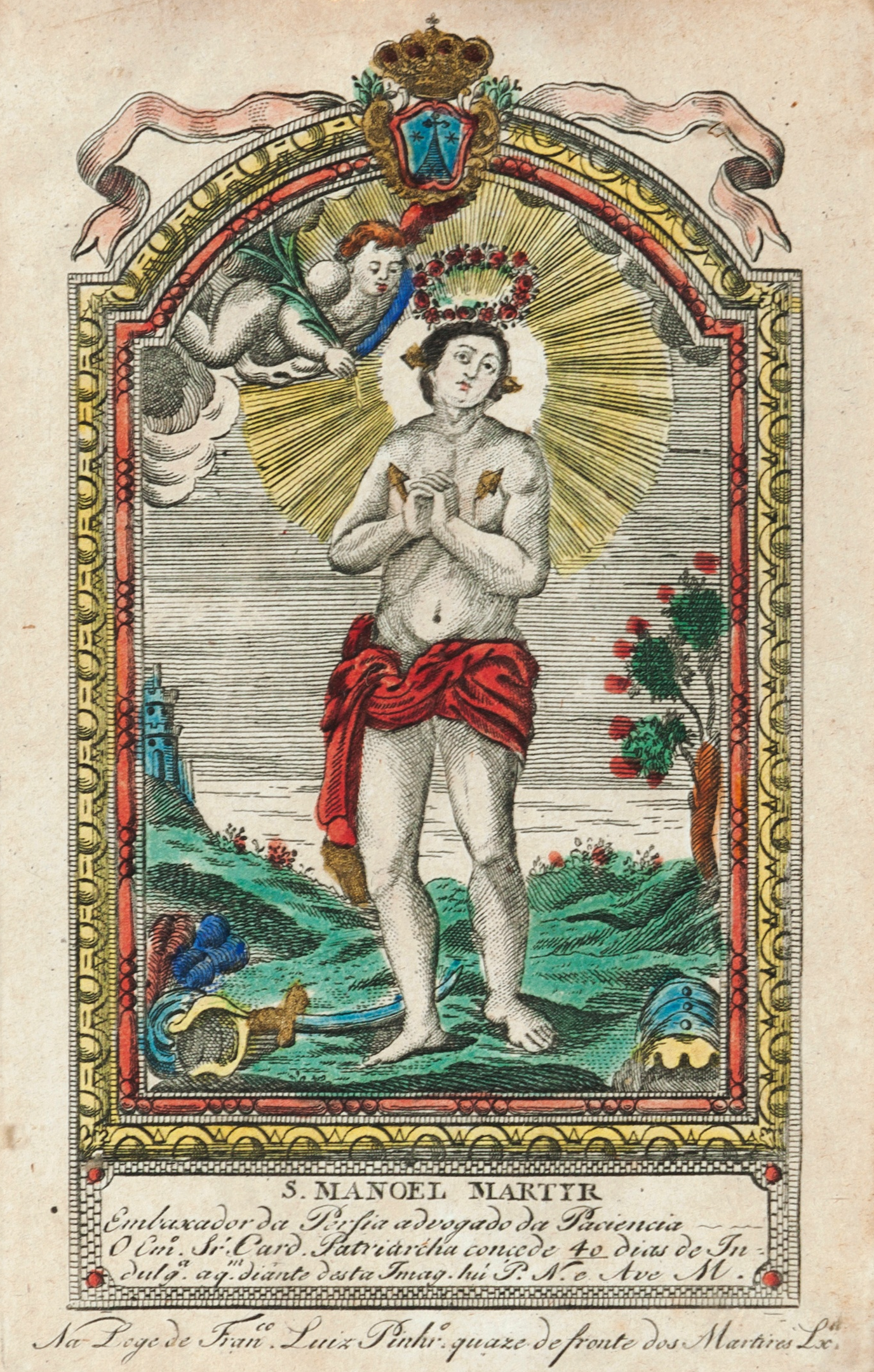
Iconografia de São Manuel Mártir

Manuel nasceu na Pérsia, por volta do ano de 340, onde era governada por Sapor II. Membro de uma ilustre família persa, seu pai era pagão e possuía na corte um dos mais altos postos de sacerdote do Zoroastrismo, mas permitia que sua mulher, cristã, educasse os filhos no cristianismo.
Quando atingiu a idade adulta, Manuel ingressou no serviço militar e destacou-se como um embaixador do Império Persa. Foi enviado a Constantinopla, junto de seus irmãos Ismael e Sabel, para negociar um Tratado de Paz entre sua pátria, a Pérsia e o Império Romano. O governante de Constantinopla, enviou-os à Roma para tratar diretamente com o Imperador Juliano. 
Juliano recebeu Manuel e seus irmãos com honras de Estado em seu palácio, em determinado momento obrigou os embaixadores da Pérsia a prestar culto ao Sol e participar em sacrifícios a outros deuses pagãos, diante da recusa dos embaixadores cristãos ordenou que lhes fosse imposta a pena a qual eram condenados os cristãos: o martírio.
Sendo Manuel o primogênito, foi atravessado com um cravo de ferro em cada ombro e outro atravessou-lhe de ouvido a ouvido. Também lhe foram enfiaram lascas afiadas sob as unhas das mãos e dos pés. Durante os tormentos, os irmãos glorificaram a Deus e oraram como se não sentissem dor.
Finalmente, os Mártires foram decapitados e Juliano ordenou que seus corpos fossem queimados, porém após a morte de Manuel e de seus irmãos, um forte tremor de terra soterrou seus corpos antes que fossem reduzidos a cinzas.
Após o episódio, os persas, ofendidos pela matança de seus embaixadores, redobraram seus esforços na guerra e conseguiram uma virada no conflito. O próprio imperador Juliano foi ferido de morte, por uma lança desconhecida não resistindo ao ferimento, onde teria dado um último grito de desespero com as palavras: ”Tu vencestes, ó Galileu!” Reconhecendo a vitória de São Manuel e dos cristãos sobre o paganismo.
Com sua morte, terminou definitivamente a perseguição aos cristãos, e a Igreja voltou a relativo tempo de paz.

## Devoção popular
O nome Manuel é uma forma derivada do nome biblíco Emanuel, e significa “Deus conosco”. Este nome é muito usado entre os povos espanhóis e portugueses. Encontra larga acolhida também no Brasil que, inclusive, dedica três municípios a São Manoel, sendo eles: Rio Pomba - MG, Pedras Altas - RS e Leme - SP
No Brasil, é existente um município com nome em sua homenagem, São Manoel do Paraná - PR.